# Braquis
Braquis – miejscowość i gmina we Francji, w regionie Grand Est, w departamencie Moza.
Według danych z 1990 r. gminę zamieszkiwało 87 osób, a gęstość zaludnienia wynosiła 18 osób/km² (wśród 2335 gmin Lotaryngii Braquis plasuje się na 958. miejscu pod względem liczby ludności, natomiast pod względem powierzchni na miejscu 1025.).